# Björn Ferm
Pour les articles homonymes, voir Ferm.
Björn Bernt Ewald Ferm, né le 10 août 1944 à Jönköping, est un athlète suédois, champion olympique de pentathlon moderne en 1968 à Mexico.

## Biographie
Il remporte à cinq reprises le titre de champion national en individuel, par six fois le titre national par équipes ainsi qu'un titre national en épée par équipe.

## Palmarès
| Discipline/Année                         | 1967 | 1968 | 1969 | 1970 | 1971 | 1972 |
| ---------------------------------------- | ---- | ---- | ---- | ---- | ---- | ---- |
| Jeux olympiques Individuel               | -    | 1er  | -    | -    | -    | 6e   |
| Championnats du monde seniors Individuel | 3e   | -    | 3e   | -    | -    | -    |
| Championnats du monde seniors Équipe     | 2e   | -    | -    | -    | -    | -    |

Ce palmarès n'est pas complet